# Kissing Darkness
Kissing Darkness è un film del 2014 diretto da James Townsend.

## Trama
Un gruppo di ragazzi del college, annoiati dalla "vita gay" quotidiana di Los Angeles, decide di saltare il weekend del Pride per fare invece un campeggio nei boschi. Una volta passata l'iniziale noia, i ragazzi finiranno con lo scatenare lo spirito vendicativo di una leggenda locale conosciuta come Malice Valeria.

## Produzione
Il film è entrato ed uscito dalla produzione a partire dal 2006. Il quarto tentativo lo ha reso realtà. Donna Michelle, sorella dello sceneggiatore/regista James Townsend, era stata inizialmente pensata per interpretare il ruolo di Malice Valeria e Townsend avrebbe dovuto interpretare il ruolo principale di Brett. Tuttavia, una volta che la produzione era sulla buona strada, ha abbandonato il ruolo, preferendo interpretare il ruolo molto più piccolo di Brendan.
Il film doveva essere interpretato da Benjamin Gilbert (aka Caleb Carter). Dopo la morte di Gilbert avvenuta nel febbraio 2009, il film venne sospeso. Nel 2012, Daniel Berilla è stato assunto da Townsend nonostante una certa riluttanza iniziale da parte dei produttori..
Il film è stato girato con un budget stimato di 30.000 dollari.

## Distribuzione
Il film è stato distribuito nelle sale cinematografiche statunitensi il 5 febbraio 2014.